# München–Augsburg nagysebességű vasútvonal
A München–Augsburg nagysebességű vasútvonal egy 61,9 km hosszú, 15 kV, 16,7 Hz-cel villamosított, négyvágányú nagysebességű vasútvonal Németországban München és Augsburg között. A vonal 1840-ben, két év építkezés után nyílt meg. 1998-ban egy nagyszabású átépítést követően a két vágány mellé további két vágány építését is megkezdték 620 millió euró költséggel, hogy a vonalon közlekedő S-Bahn, regionális és tehervonatok elkülönített pályán haladhassanak a nagysebességű távolsági vonatoktól és ICE motorvonatoktól. Az építkezés 2011-ben fejeződött be. A felújítás után a személy- és tehervonatok 160 km/h, az ICE vonatok 230 km/h sebességgel haladhatnak. A vasút része a Magistrale for Europe vonalnak, mely Párizst köti össze Béccsel és Budapesttel.

## Története
A vonalat a München-Augsburgi Vasúttársaság (német nyelven: München-Augsburg Eisenbahn-Gesellschaft) építette, és 1839 és 1840 között nyitották meg. A München-Augsburgi Vasúttársaságot 1846. június 1-jén államosították, és a Bajor Királyi Államvasutak (Königlich Bayerische Staats-Eisenbahnen) vette át. A vonal a Bayerische Maximiliansbahn része lett, és 1854. május 1-jén meghosszabbították Ulmig. A vonal 1846-os államosítása után Rosenaubergben új augsburgi állomást építettek, valamint új vasúti létesítményeket a közeli Oberhausenben. A régi állomásokat (Roten Tor (Vörös kapu) és Oberhausen) nem használták tovább.
1965. június 26. és 1965. október 3. között az 1965-ös müncheni Nemzetközi Közlekedési Kiállításra napi két vonatpár közlekedett a vonalon 200 km/h sebességgel DB 103 sorozatú villamos mozdonyokkal, 26 perc alatt megtéve a két város közötti távot. 1968 májusától két vonat, a Blauer Enzian és a Rheinblitz ugyanezen a vonalon közlekedett 200 km/h menetrend szerinti sebességgel.
1977-ben a Lochhausen és Augsburg-Hochzoll közötti 42,7 km hosszú szakaszt 200 km/h engedélyezett menetrend szerinti sebességgel helyezték üzembe. Először Németországban számos vonat elérhette ezt a sebességet a rendszeres kereskedelmi forgalomban.
Az Augsburg és Olching közötti 43 km-es szakaszt 1998 és 2011 között négyvágányúvá építették át, hogy jelentősen nagyobb forgalmat tudjon lebonyolítani. Az egyik vágánypárt a regionális szolgáltatások (RB, RE) és az áruforgalom, a másikat pedig az (IC/EC) és a nagysebességű forgalom (ICE) számára jelölték ki. A nehéz és lassabban haladó tehervonatok már nem akadályozzák a gyorsabb ICE-k áthaladását. A nagysebességű vágányokon a megengedett sebesség jelenleg 230 km/h. A regionális vonatok infrastruktúrája 160 km/h sebességgel való közlekedést tesz lehetővé.. Az Olching és München közötti vonalon a tehervonatok, a regionális vonatok és a müncheni S-Bahn saját vágányokkal rendelkezik.
A vasúti korszerűsítési munkálatokat a tervezés érdekében hat szakaszra osztották. Az Augsburg és Kissing közötti nyugati szakaszon 1998 februárjában kezdődtek meg a munkálatok, és az új vágányokat 2003-ban helyezték üzembe. Augsburgban 2002-ben új hidat építettek a Lech felett, és ugyanebben az évben kezdődtek meg a Mering és
2011. június 6-án befejeződött a vonal négyvágányúvá alakítása,  de a két nagysebességű vágány még nem volt 230 km/h sebességgel járható. 2011. december 10-én a vasútvonalat 13 évnyi építés után új, 230 km/h sebességkorlátozással avatták fel.